# Makám (együttes)
A Makám egy magyar együttes, mely 1984-ben alakult.

## Története
Tagjainak többsége, Krulik Zoltán (gitár), zeneszerző, zenekarvezető, Juhász Endre (oboa), Bencze László (bőgő), Szalai Péter (tabla) már együtt zenéltek Szilágyi Attila (gitár) – társaságában az 1975-1980 között működő C.S.Ö. (Creatív Stúdió Öt) együttesben.
Az 1980-1984 között létezett Makám és Kolinda szétválása után Juhász Endre és Krulik Zoltán mellett Szőke Szabolcs (gadulka) lettek a Makám név továbbvivői. 

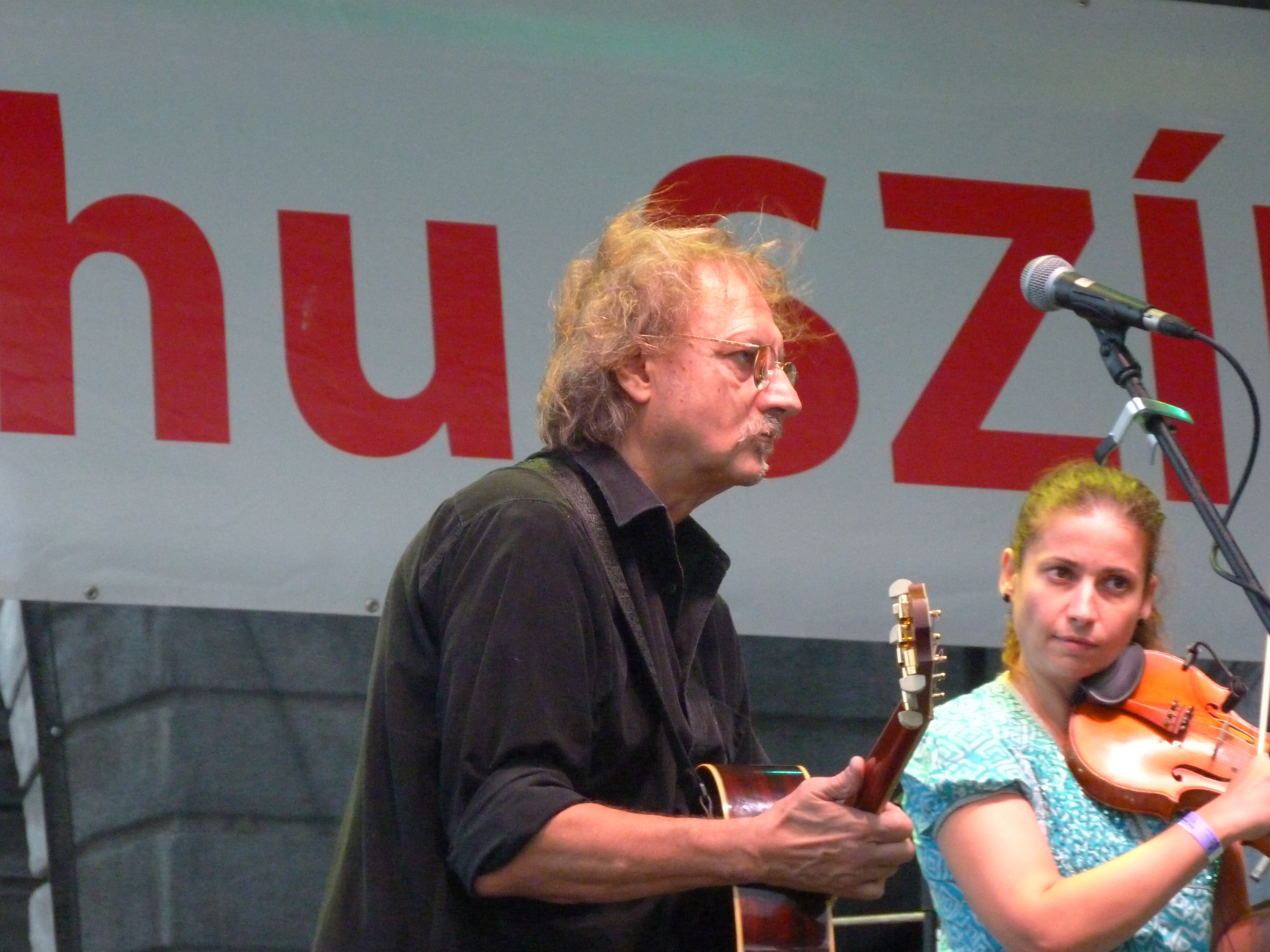
Krulik Zoltán

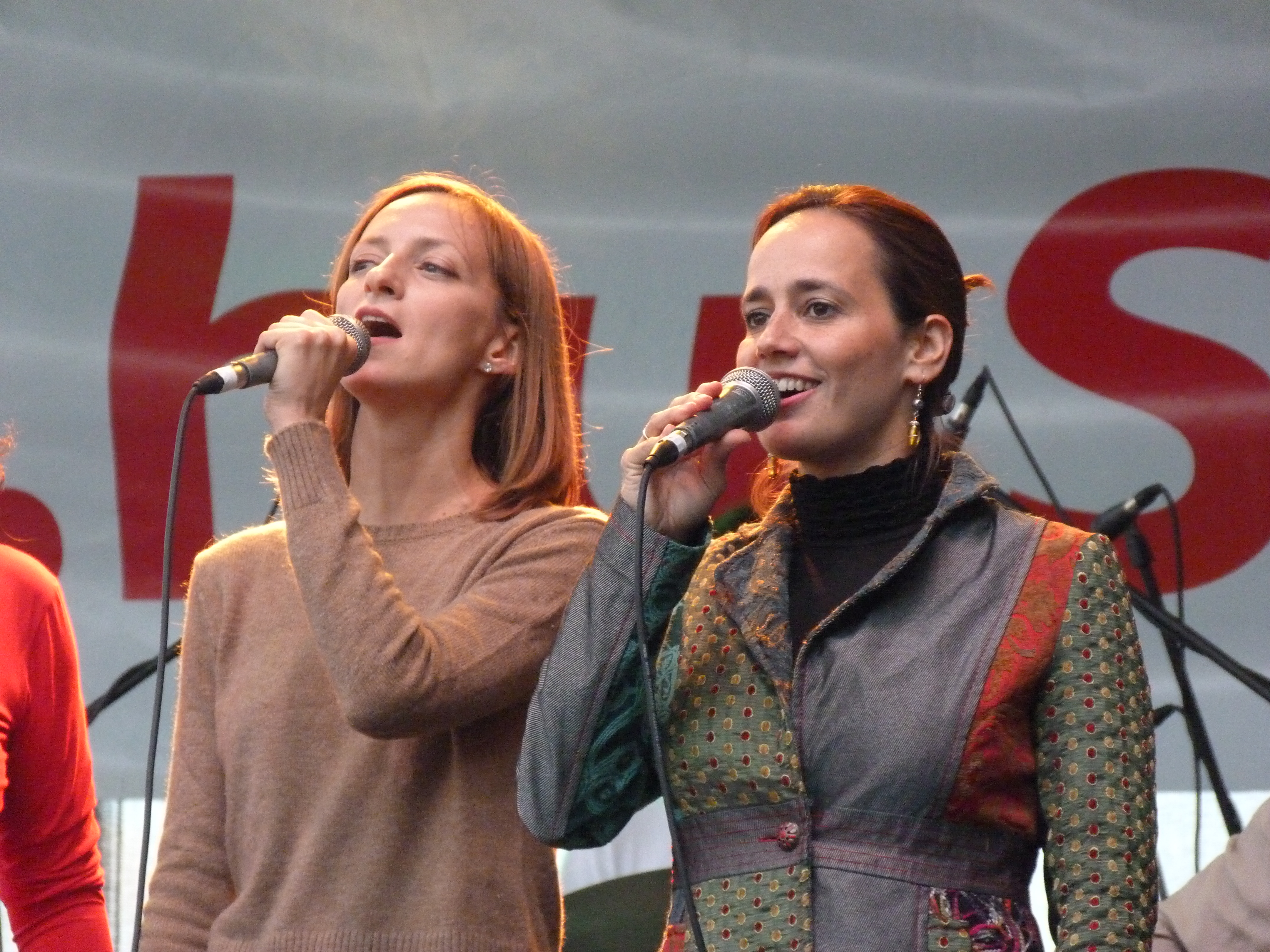
Szalóki Ágnes és Bognár Szilvia

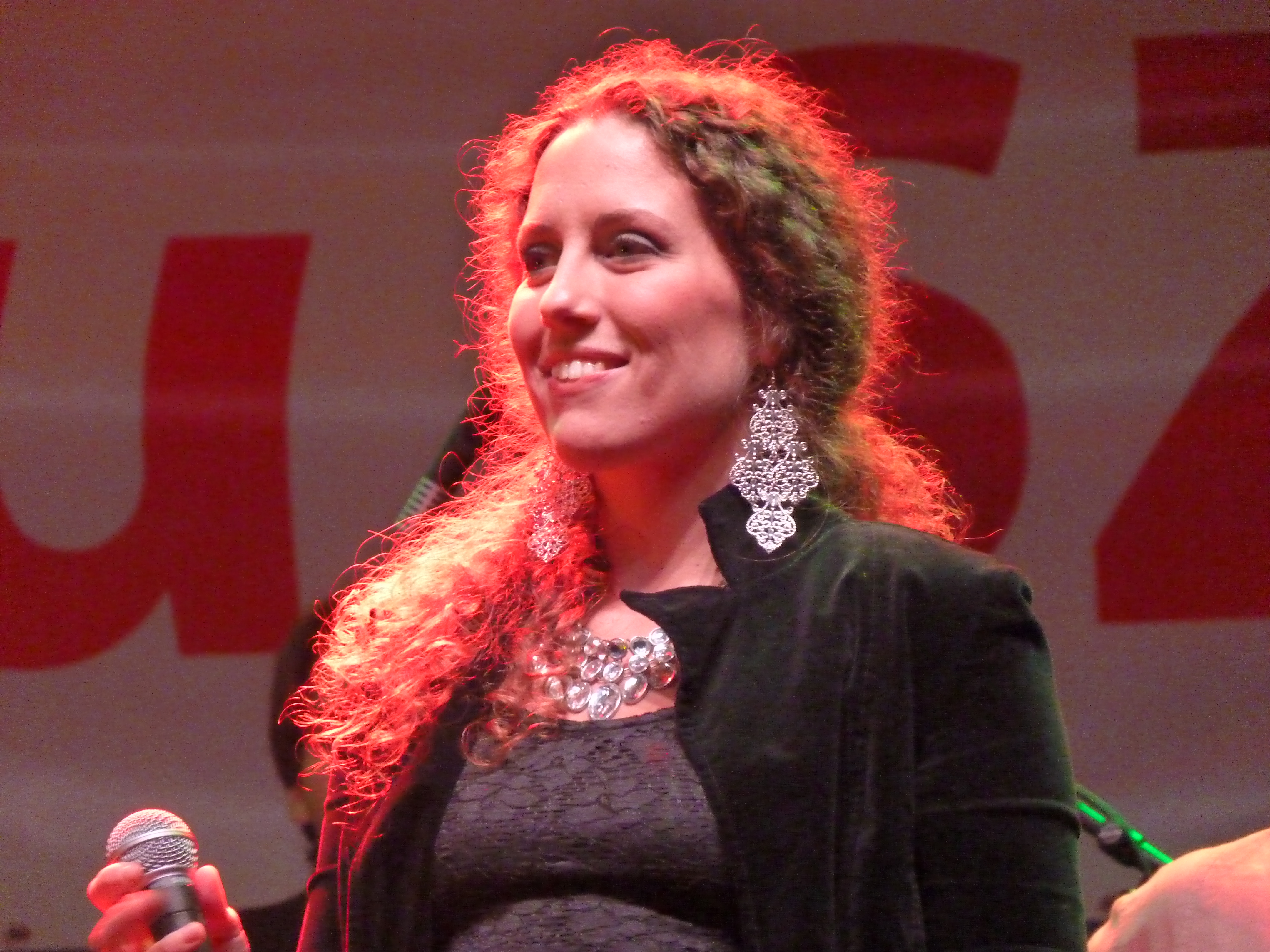
Korzenszky Klára

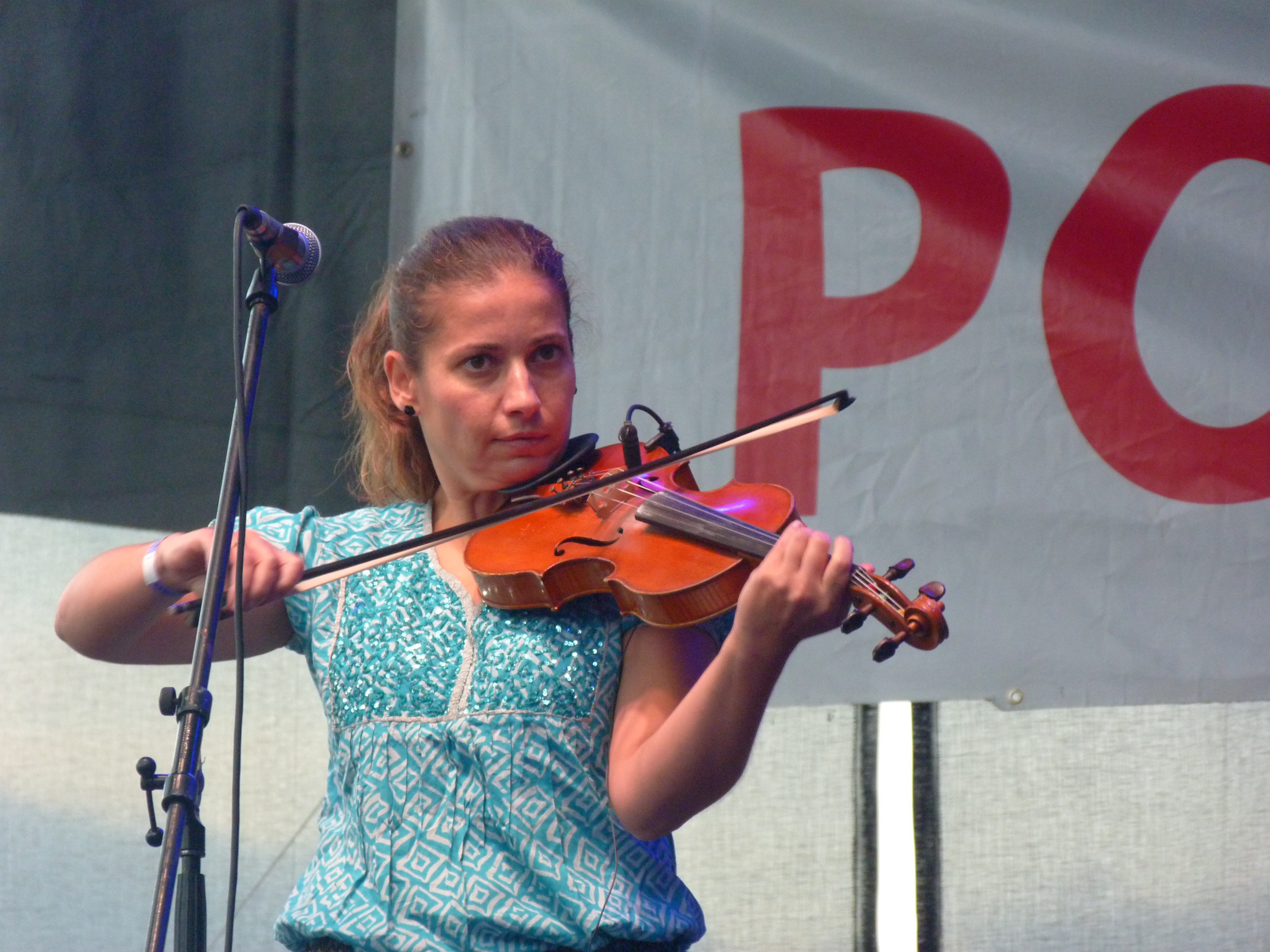
Kuczera Barbara

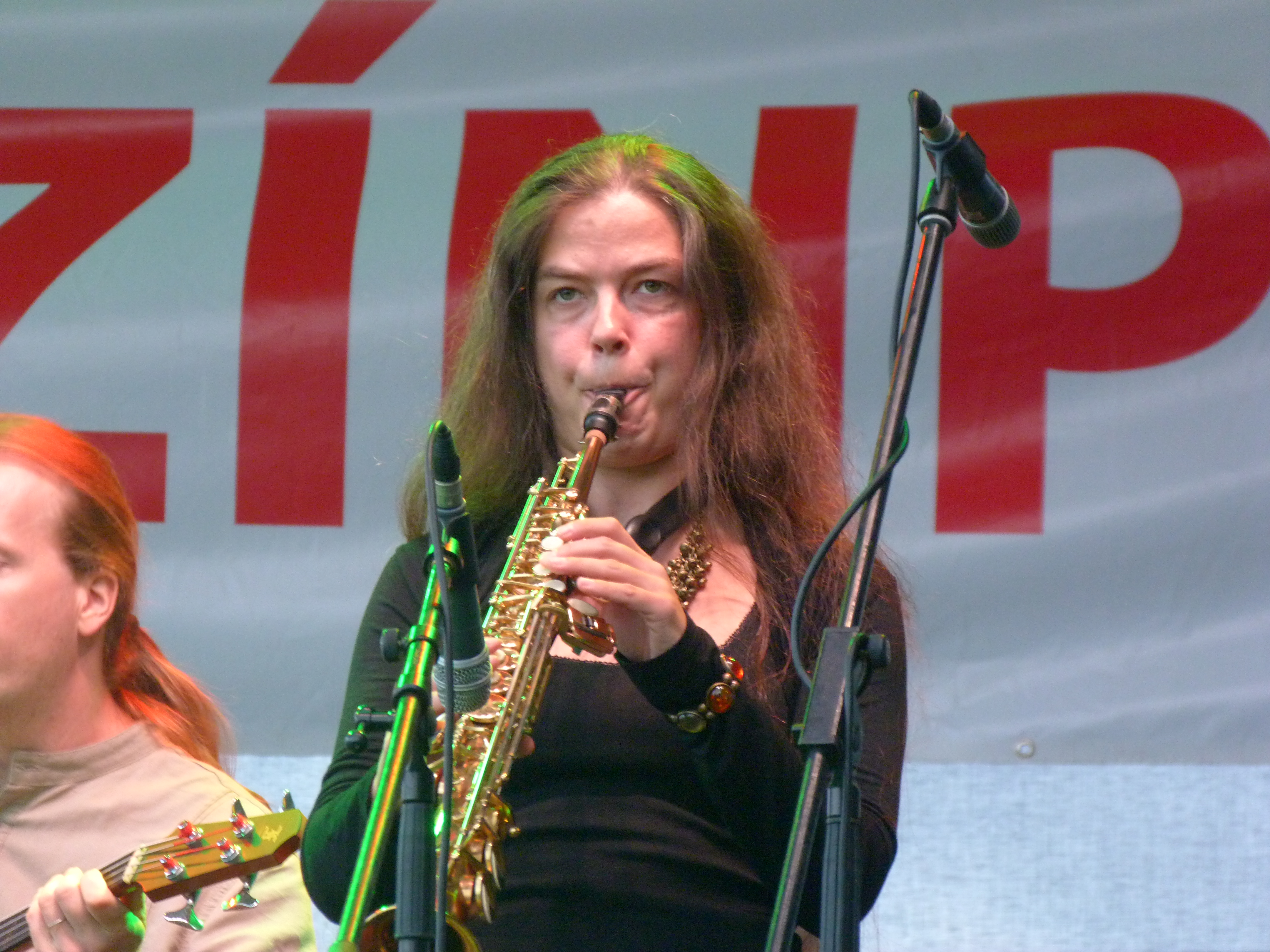
Horváth Móni

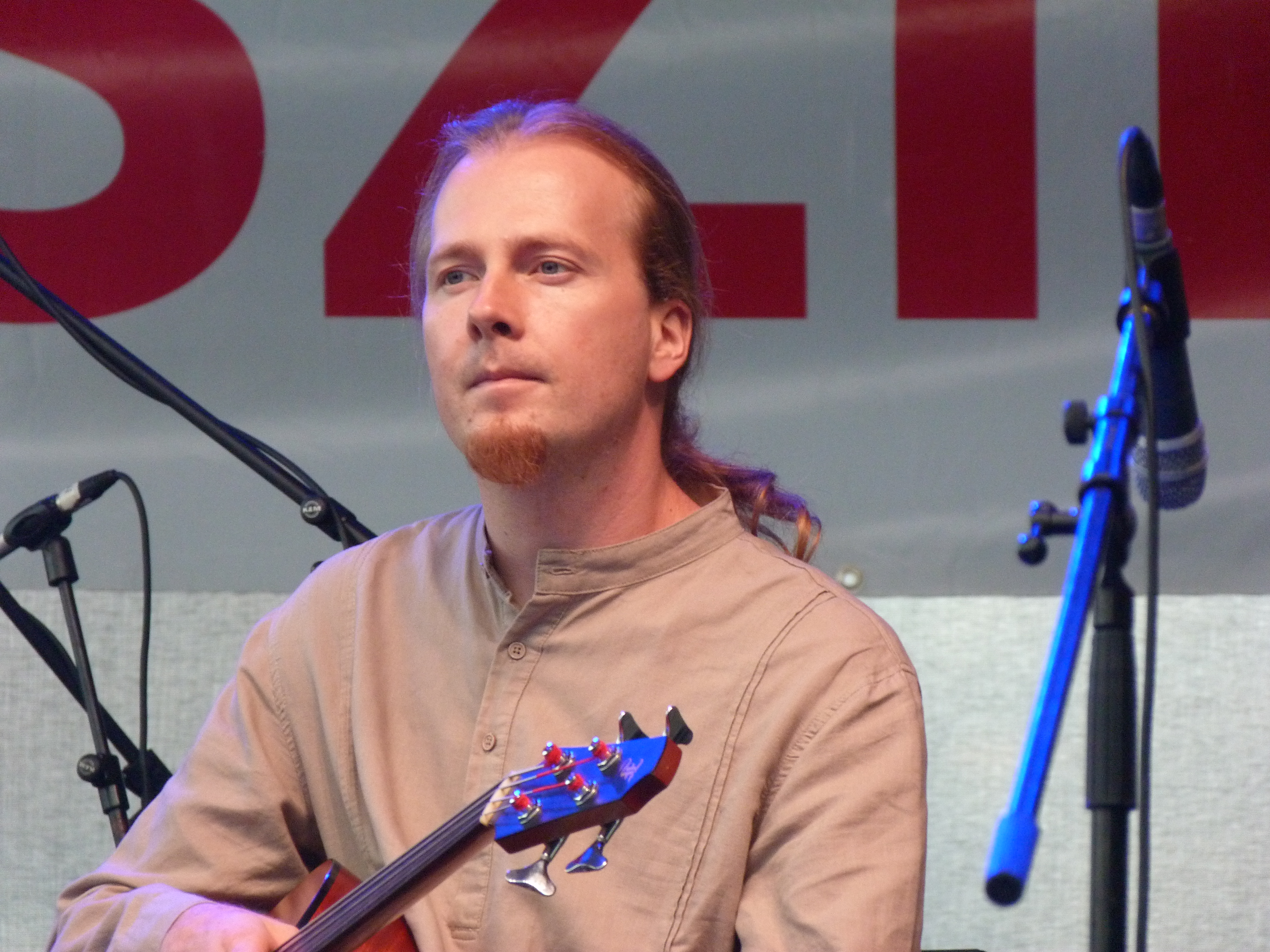
Boros Attila

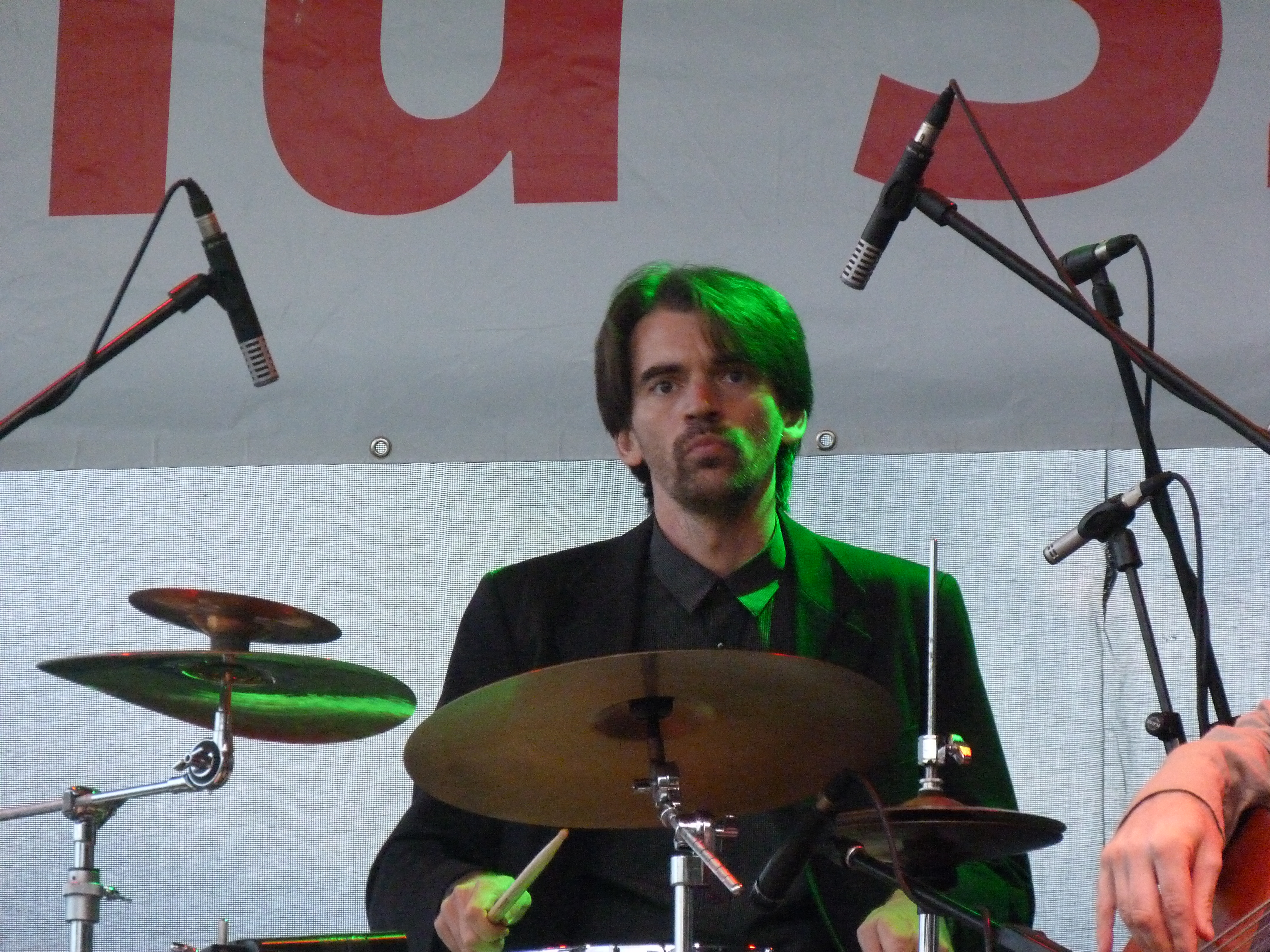
Keönch László Farkas

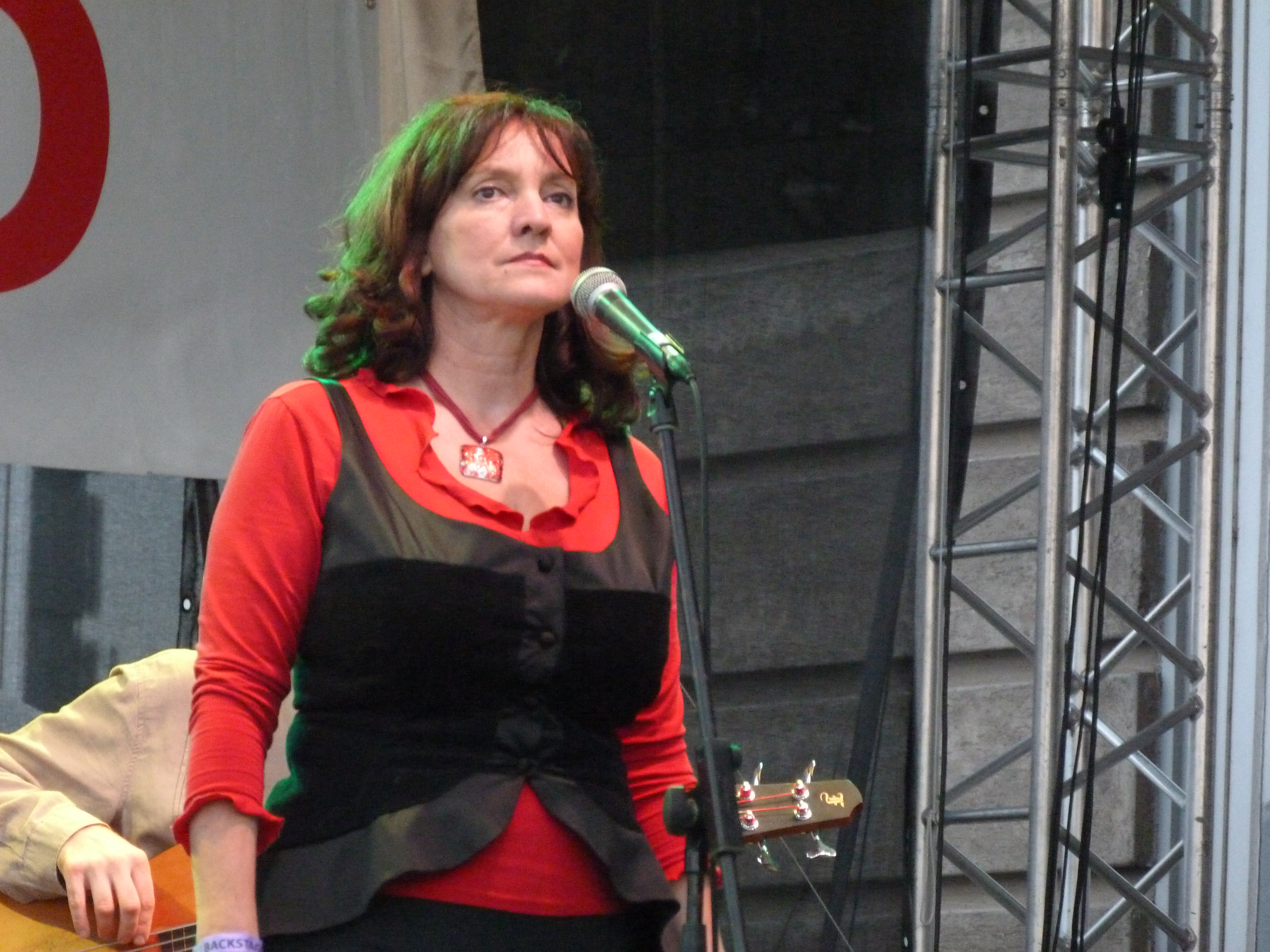
Lovász Irén

A formációhoz, 1985-ben, Szalai Péter indiai tanulmányai idején – Thurnay Balázs ütőhangszeres került, akinek Szalai hazaérkezése után, a marimba és kaval lett a fő hangszere. A Makám a C.S.Ö. irányvonalát folytatta. A kompozíciókban, melyekben az improvizációnak is fontos szerep jutott – többféle kulturális hatás vegyült a kortárs zene elemeivel. Már a hangszerpark megválasztása is szokatlan, egyedi hangzást ígért. Az európai hangszerek – oboa, gitár, bőgő – mellett az észak-indiai klasszikus zene reprezentáns ütőhangszere a tabla, a Bulgáriában honos fúvós és vonós hangszer, a kaval és a gadulka, az afrikai marimba és udu különleges együtthangzása hamarosan népszerűvé tették az együttest.
1986-ban Zolnay Pál az MTV megrendelésére filmet készített az együttes életéről, az akkor egyeduralkodó magyar lemezkiadó, a Hungaroton pedig szerződést kínált, és 1988-ban elkészül a Makám első önálló LP-je, a nyolc Krulik-kompozíciót tartalmazó Közelítések / Approaches. A lemez és számos koncert (Vigadó, Egyetemi Színpad, Zeneakadémia) közreműködője volt Steven James (USA) sarod játékos, Ravi Shankar tanítványa.
A Közelítések A oldalára a kezdeti korszak melodikus, többségében improvizációkat is tartalmazó darabjai (Keleti p.u., Trió, Indák, Panaszfal), míg a B-re már a kortárs zene repetitív elemeit és összetett metrikus struktúrákat alkalmazó hosszabb kompozíciói kerültek (Fecskefészek-sziget, Közelítések I., Kettős él, Vízóra).
A Makám ezen felállásával 1991-ig számos hazai koncertje mellett megfordult Grazban, Veronában, Udinében, Triesztben, Bresciában, Milánóban, Torinóban, Nantes-ban, Brestben, Münchenben, Prágában. 
1991-ben, a kezdetben vendégszólistaként szereplő Grencsó István (szaxofon, fuvola) – állandó tagja lesz a Makámnak és Szalai Péter helyét Borlai Gergő (dob) vette át. Kis időre Czakó Péter (basszusgitár) is megfordult az együttesben.
1994-ben készült el a Divert Time Into című CD, melyen ugyancsak folytatódik a melodikus-tematikus improvizatív vonal és a repetitív, összetett struktúrákat, bartóki hangrendszert alkalmazó kamarazenei vonal kettőssége Krulik darabjaiban. 
A formáció fontosabb állomásai, 1991-1999 között Ethno Zenei Fesztivál Zeneakadémia, Koppenhága, Varna Summer Jazz Fest, Prága. 2000-ben az Erdenklang német kiadó, majd a Fonó Records felkérésére Krulik Zoltán vokális darabokat készített Lovász Irén számára.
A magyar népdalok a Makám sokszínű köntösében is hitelesen hangzanak. Az 1999-ben elkészült SkanZen c. lemez másik énekes szólistája Bognár Szilvia. A formáció és a CD nagy sikerét jelzi, hogy már 2000-ben meghívást kaptak Párizsba, a Theatre de la Ville Abesses színházába, Varsóba a Lengyel Rádió EthnoSféra fesztiváljára. Lovász Irénnel még két tematikus CD készül, a 2001-ben megjelent és azóta platinalemezzé vált, adventi énekeket tartalmazó 9 Colinda és a 2002-ben megjelent Szindbád. Mindkét lemez őrzi a kezdeti korszak zenei finomságait, multi-kulturális szemléletét. Krulik ezen újabb darabjainak a szövegét is jegyzi.
2001 és 2003 között a Makám koncertezett Indiában (Delhi, Bombay, Ahmadábád), Moszkvában, Salzburgban, Bécsben, Grazban, Luxemburgban.
2003-ban készült elt az Anzix, mely a balkáni háborúra reflektál, sajátosan, a nők, asszonyok szemszögéből. A CD rendkívüli nemzetközi sikerét jelzi, hogy 2004-ben a World Music Charts éves listáján az első 15%-ban szerepel. Énekes szólistái Palya Bea, Bognár Szilvia, Szalóki Ági. Időközben a fúvos szólista posztra Szokolay Dongó Balázs, majd Zsemlye Sándor került.

2003 és 2006 között Bognár Szilvia volt a Makám állandó énekese, vele készült el 2004-ben a családi hangos-képeskönyv, az Almanach. A nemzetközi világzenei szaksajtó is felfigyelt a Makámra. A FolkRoots brit magazin két írásában is méltatta az együttest, majd egy hosszú elemzés jelent meg Ken Hunt tollából, s a nyári CD mellékletében világsztárok társaságában szerepelt a Fakerék c. Makám dal.

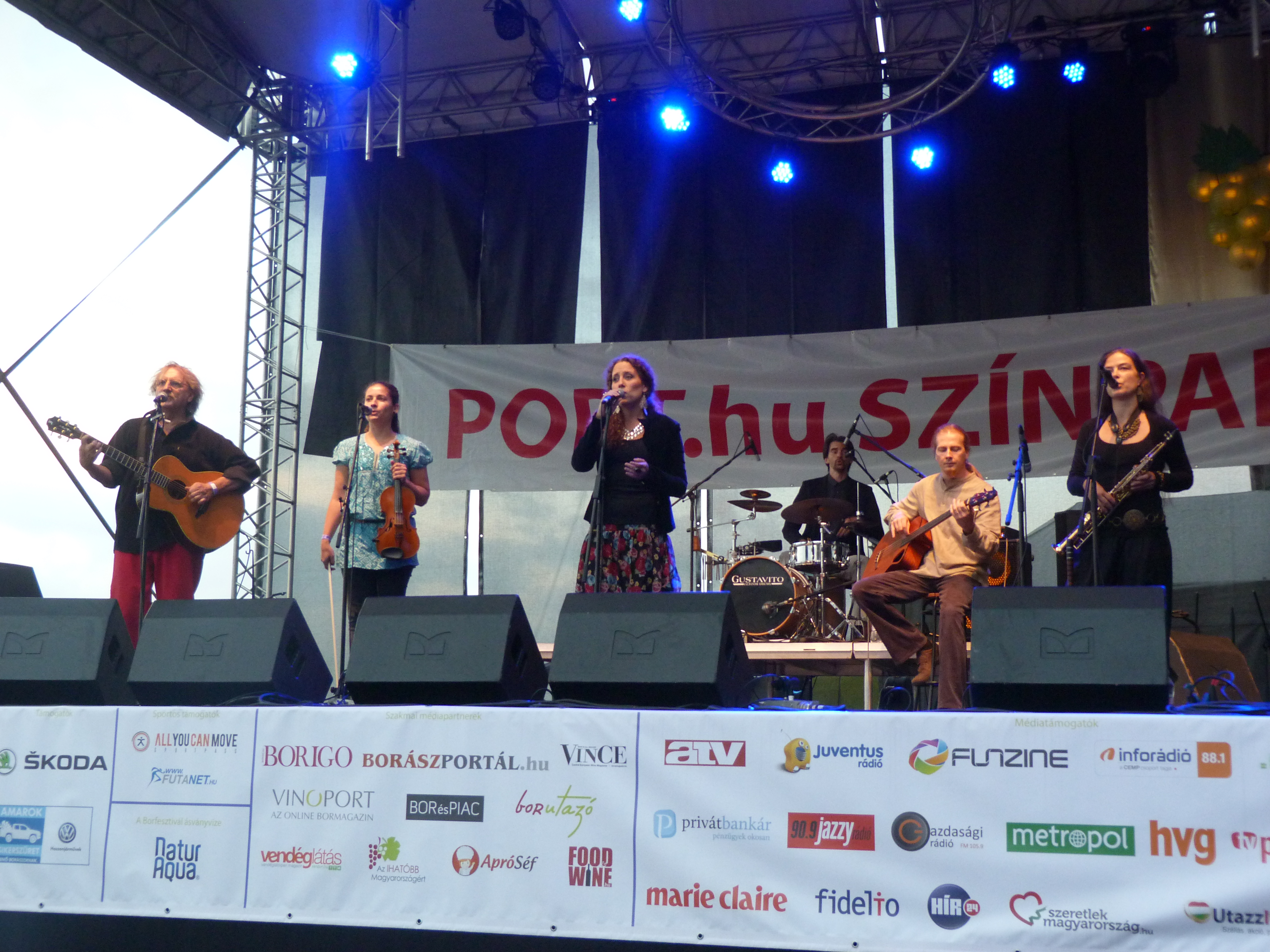
Makám együttes – Budai vár, 2014

2006-ban átalakult az együttes, Horváth Olga (hegedű), Eredics Dávid (klarinét, kaval, szaxofon, furulya), Boros Attila (basszusgitár), Keönch László (dob, udu, cajon, derbuka, xilofon) lettek Krulik társai. Énekes szólista kezdetben Lázár Erika volt – Ákom Bákom, Zarándokének – 2008 után pedig Bede Sarolta, Hornai Zóra, Korzenszky Klára, majd Magyar Bori.
2022. június 18-án Krulik Zoltán és a Makám megkapta a Magyar Örökség Díjat, melyet a Magyar Tudományos Akadémia dísztermében vehetett át.

## Tagok
Jelenlegi tagok
- Magyar Bori
- Kuczera Barbara
- Krulik Zoltán
- Eredics Dávid
- Boros Attila
- Varró Zoltán

Korábbi tagok
- Palya Bea
- Szalóki Ági
- Herczku Ági
- Borlai Gergő
- Szokolay Dongó Balázs
- Lovász Irén
- Bognár Szilvia
- Korzenszky Klára
- Lázár Erika
- Bede Sarolta
- Hornai Zóra
- Juhász Endre
- Szőke Szabolcs
- Keönch László
- Gyulai Csaba
- Szalai Péter
- Thurnay Balázs
- Horváth Olga
- Grencsó István
- Czakó Péter
- Zsemlye Sándor
- Krulik Eszter

## Diszkográfia
- Makám & Kolinda: Úton (1984)
- Makám & Kolinda: Szélcsend után (1986)
- Közelítések / Approaches (1988)
- Divert Time Into (1994)
- Café Bábel (1997)
- A Part (1998)
- SkanZen (1999)
- 9 Colinda (2001)
- Szindbád (2002)
- Anzix (2003)
- Almanach (2004)
- Ákom Bákom (2007)
- Zarándokének (2008)
- Yanna Yova (2009)
- Csillagváró (2010)
- Robinzon Kruzo (2012)
- Napének – 30 év dalai (2014)
- Holdfényt vetettem (2015)
- Szerelem (2016)
- Ezeregyéjszaka (2017)
- Encián (2019)
- Budapest éjszakája szól (2019)
- Álomvigyázó (2023)

## Külső hivatkozások
- Makám zenekar hivatalos honlap
- Dalok – Keselyű
- Dalok – Sámánének
- Dalok – Nem hiszi már el...